# Georges Wellers
Georges Wellers (Kozlov, 24 gennaio 1905 – Parigi, 3 maggio 1991) è stato uno storico e chimico francese.

## Biografia
Ebreo non praticante, nato in Russia è un sopravvissuto ai campi di concentramento nazisti. Chimico di fama internazionale, compie i suoi studi universitari in Russia presso la Facoltà di Scienze dell'Università di Mosca, prima di trasferirsi in Francia dove lavora presso la Facoltà di Medicina dell'Università di Parigi. Scoppiata la Seconda guerra mondiale, è arrestato nel 1941 dalla Gestapo e internato a Compiègne. Trasferito nel giugno del 1942 nel campo di internamento di Drancy, vi rimane fino al giugno del 1944 per essere deportato prima ad Auschwitz e da qui a Buchenwald dove rimarrà fino all'arrivo degli americani.
Sopravvissuto al genocidio nazista, ritorna a Parigi dove affianca alla sua attività di ricercatore scientifico, documentata da centinaia di pubblicazioni internazionali, la ricerca storica sulla Shoah cui dedica gran parte del suo tempo.
È Presidente della Commissione storica del Mémorial du martyr juif inconnu, direttore della Le Monde Juif, la rivista del Centre de documentation juive contemporaine  (CDJC), del quale è uno dei fondatori e responsabile scientifico. È stato l'unico francese chiamato a testimoniare al Processo Eichmann e nel 1983 riceve la Médaille de Vermeil de la Ville de Paris in occasione del quarantesimo anniversario del CDJC. 
È insignito del titolo di cavaliere della Legion d'Honneur. Sarà in primo piano nella lotta al negazionismo, pubblicando scritti contro Rassinier
 ,
Faurisson
,
Roques 

e Leuchter 
 
.

Muore a Parigi all'età di 86 anni.